# Alçant la bandera a Iwo Jima

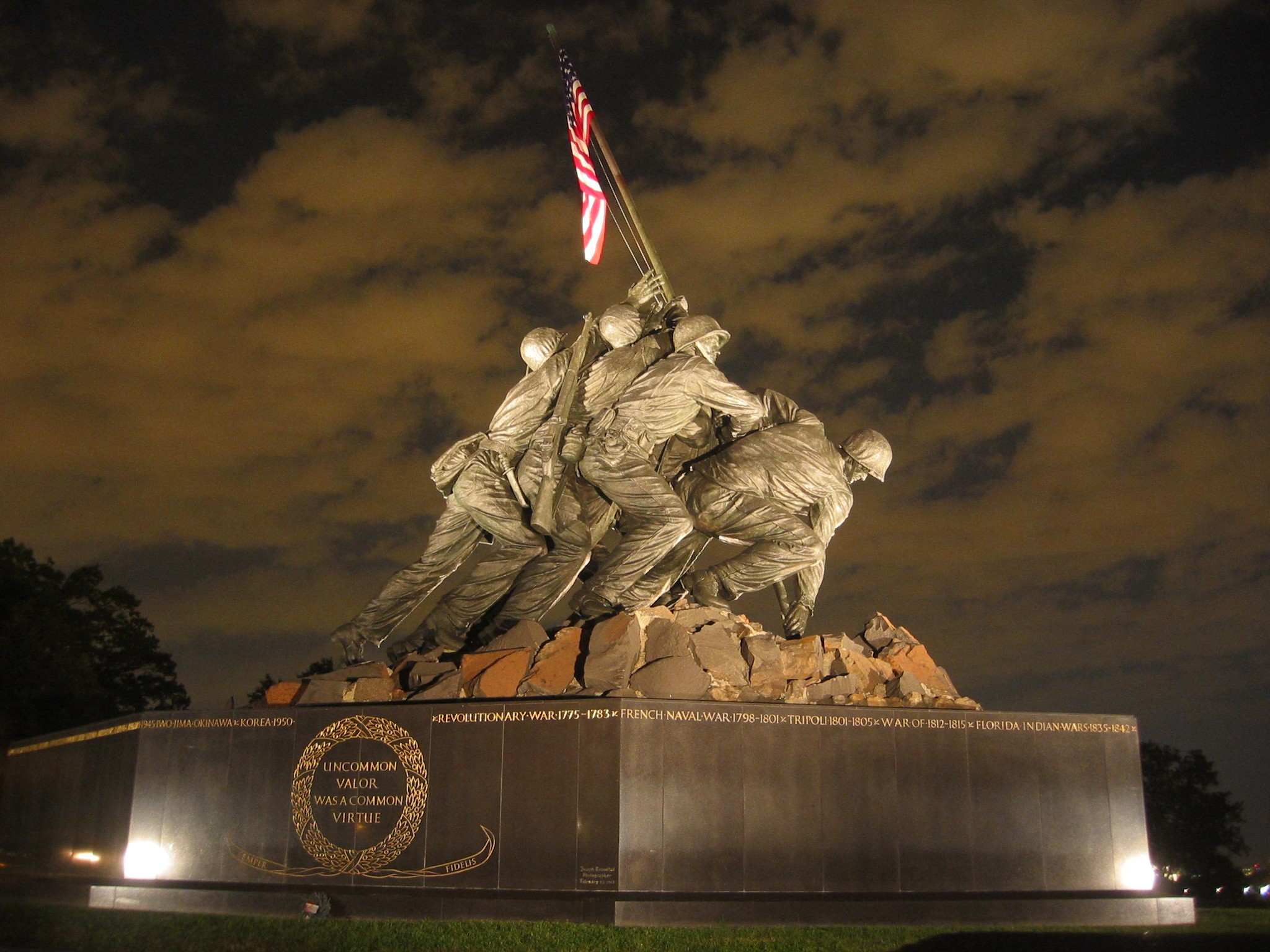
Estàtua en honor de l'esdeveniment en el Memorial del Cos de Marines dels Estats Units del Comtat d'Arlington, Virgínia

Alçant la bandera a Iwo Jima (en anglès Raising the Flag on Iwo Jima) és el nom d'una fotografia històrica presa el 23 de febrer de 1945 pel fotògraf Joe Rosenthal a l'illa d'Iwo Jima, al Japó.
La fotografia mostra cinc marines dels Estats Units i un metge de l'armada alçant la bandera estatunidenca al mont Suribachi durant la batalla d'Iwo Jima de la Segona Guerra Mundial.
El seu autor va guanyar el premi Pulitzer per ella. Aquesta fotografia va ser reimpresa nombroses vegades, i de fet sembla que és una de les més reproduïdes al món; va fer-se molt coneguda i popular. Els tres soldats supervivents que hi apareixen es van convertir en celebritats mediàtiques. És considerada la instantània de guerra més important de la història.
Dels sis homes que apareixen a la imatge, tres (Franklin Sousley, Harlon Block i Michael Strank) van caure en combat, mentre que els supervivents (John Bradley —després d'una llarga investigació, el Cos d'Infanteria de Marina dels EUA va reconèixer que Bradley no era a la foto, sinó Harold Schultz, qui va sobreviure a la guerra—, Rene Gagnon i Ira Hayes) es van convertir en celebritats a causa de l'ús propagandístic de guerra que es va realitzar amb la seva aparició. La imatge va ser utilitzada per Felix de Weldon per esculpir el Memorial de Guerra del Cos de Marines dels Estats Units, al costat del Cementiri Nacional d'Arlington, als afores de Washington DC